# Gombodschawyn Otschirbat
Gombodschawyn Otschirbat (mongolisch Гомбожавын Очирбат; englisch: Gombojaviin / Gombojavyn Ochirbat; * 15. November 1929 in Nömrög, Dsawchan-Aimag) ist ein ehemaliger mongolischer Politiker der Mongolischen Revolutionären Volkspartei (MRVP) in der Mongolischen Volksrepublik, der zwischen dem 14. März und dem 13. April 1990 letzter Generalsekretär der MRVP war.

## Leben
Gombodschawyn Otschirbat war zwischen 1948 und 1952 als Lehrer, Hauptlehrer und zuletzt als Rektor einer Sekundarschule in Tonchil in der Gobi-Altai-Aimag tätig und absolvierte danach ein Studium an der Staatlichen Universität Moskau. Nach seiner Rückkehr war er zwischen 1958 und 1962 Lektor und zuletzt Dekan an der Mongolischen Staatsuniversität sowie anschließend stellvertretender Chefredakteur der Parteizeitung Unen tätig. Des Weiteren war er Vorsitzender des Journalistenverbandes sowie zwischen 1966 und 1972 auch Deputierter des Großen Volks-Chural, des Parlaments der Mongolischen Volksrepublik. 1969 wurde er Leiter der Abteilung Ideologie des Zentralkomitees (ZK) der MRVP und absolvierte daneben ein Studium an der Akademie für Gesellschaftswissenschaften beim ZK der KPdSU, das er 1972 abschloss. Nach seiner Rückkehr fungierte er zwischen 1972 und 1982 als Vorsitzender des Zentralrates des Gewerkschaftsbundes. 1982 verlor er vorübergehend an Einfluss und war von 1982 bis 1985 als Vorsitzender des Vereinigten Redaktionskollektivs für Sachbücher und Zeitschriften beim Bildungsministerium sowie als Abteilungsleiter beim Institut für Sozialwissenschaften beim ZK der MRVP tätig, ehe er 1985 stellvertretender Leiter einer ZK-Abteilung wurde. Zugleich gehörte er zwischen 1988 und 1990 als Vertreter der MRVP dem Redaktionskollektivs der in Prag erscheinenden Zeitschrift „Marxistische Welt“.
Nachdem Dschambyn Batmönch im Zuge des Zusammenbruchs des Kommunismus am 14. März 1990 sein Amt als Generalsekretär des ZK der MRVP verloren hatte, wurde Gombodschawyn Otschirbat am 14. März 1990 dessen Nachfolger. Neun Tage später wurde am 23. März 1990 die „führende Rolle“ der MRVP in der Mongolischen Volksrepublik abgeschafft. Weitere drei Wochen später endete am 13. April 1990 seine Amtszeit als letzter Generalsekretär des ZK der MRVP. Im Mai 1990 wurde er erster Vorsitzender der MRVP sowie im Juli 1990 auch Deputierter des Großen Staats-Chural. Am 21. November 1990 wurde er als Vorsitzender der MRVP wiedergewählt. Im Februar 1991 traf er sich als Parteivorsitzender mit dem Generalsekretär der Kommunistischen Partei Chinas Jiang Zemin. Sein Nachfolger als Vorsitzender der MRVP wurde 1991 Büdragtschaagiin Dasch-Jondon. 1992 wurde er mit dem nach Damdiny Süchbaatar benannten Süchbaatar-Orden ausgezeichnet.